# Huan He
Ne doit pas être confondu avec Huai He ou Huang He.
Le Huan He ou rivière Huan (chinois : 洹河 ; pinyin : Huán Hé), appelée aussi rivière d'Anyang (安阳河), est une rivière  du bassin de la Hai en Chine. Elle prend sa source au nord de Linzhou, dans le Nord-Ouest du Henan, et se jette dans la Wei (zh)  dans le Nord-Est de la province du Shandong, près du xian de Neihuang.
Le site de Yin Xu, sur la rive sud de la Huan, a été identifié comme la dernière capitale de la dynastie Shang, occupée entre le XIIIe siècle av. J.-C. et le XIe siècle av. J.-C. La ville fortifiée et le palais qui se trouvaient auparavant sur la rive nord de la Huan, occupés dans la seconde moitié du XIVe siècle av. J.-C., ont été détruits à l'époque de la construction de Yin Xu. Le nom de la rivière, la Huan (洹), est utilisé depuis plus de 3 000 ans. Le caractère 洹 a été trouvé à la fois sur des os oraculaires  et sur des vases de bronze de l'époque Shang.